# Giorgio Fiocco
Giorgio Fiocco (Roma, 13 giugno 1931 – Roma, 31 luglio 2012) è stato un fisico italiano, noto per lo sviluppo del sistema Lidar per il telerilevamento dell'atmosfera.

## Biografia
Nato a Roma il 13 giugno 1931, si laureò in ingegneria presso all'Università di Roma. Nel 1962 al Massachusetts Institute of Technology, insieme al collega Louis Smullin, Fiocco sviluppò il primo sistema Lidar, puntando un raggio laser verso la Luna e rilevando l'impulso di ritorno. I due scienziati chiamarono il progetto “Luna See”, un gioco di parole con il termine inglese "lunacy" (“follia”), perché a quel tempo nessuno lo credeva possibile. Dal 1963 al 1968 è stato assistant professor al dipartimento di Scienze della Terra del MIT mentre dal 1968 al 1971 ha svolto attività di ricerca all'European Space Research Organization. Ha lavorato anche nei laboratori dello ESRIN (European Space Research Institute) di Frascati per l'Agenzia Spaziale Europea (ESA). Nel 1971 ottenne la cattedra come professore ordinario all'università di Firenze e e poi, nel 1974, divenne professore di Fisica Terrestre presso il dipartimento di Fisica dell'università di Roma La Sapienza e, nel corso della sua carriera, si è occupato tra l'altro di fisica atmosferica e di metrologia geofisica.
A lui viene attribuita l'idea di impiegare l'effetto Doppler per ottenere una misura Lidar della velocità del vento, nonché la progettazione e realizzazione di un telescopio a mosaico del diametro di 3 metri, da impiegare come ricevitore per il sondaggio lidar di strati atmosferici elevati. Questo telescopio venne impiegato sia per il rilevamento delle polveri proiettate in stratosfera durante l'eruzione del vulcano El Chichon (1982) e, successivamente, per la misurazione della distribuzione di temperatura dell'aria fino 90 km di quota.
Nel 1982 venne nominato socio corrispondente dell'Accademia Nazionale dei Lincei, mentre divenne socio nazionale della stessa nel 1987. Oltre a ciò era membro di diverse società scientifiche tra le quali l'American Geophysical Union e l'Academia Europæa. Tra il 1994 e il 1995 è stato presidente dell'Agenzia Spaziale Italiana.
Morì a Roma il 31 luglio 2012.